# Dicrurus atripennis
El drongo selvático (Dicrurus atripennis) es una especie de ave paseriforme de la familia Dicruridae propia de África Occidental y Central.

## Distribución y hábitat
Se lo encuentra en Camerún, República Centroafricana, República del Congo, República Democrática del Congo, Costa de Marfil, Guinea Ecuatorial, Gabón, Ghana, Guinea, Liberia, Nigeria, Sierra Leona y Togo.
Su hábitat natural son los bosques tropicales bajos húmedos.